# Зодиак (календарь Мухи)
«Зодиак» — календарь для журнала «Перо» (фр. «La Plume»), выполненный чешским художником Альфонсом Мухой техникой цветной литографии в 1896—1897 гг.
В этом крупноформатном календаре Муха проявил всю свою богатую орнаментальную фантазию. Знаки зодиака окружают прекрасный и строгий профиль женщины, облачённой в королевский наряд, искусно выполненные драгоценности и роскошный головной убор. Всё это вместе с отчуждённой и величественной внешностью придаёт женщине вид жрицы неизвестного таинственного культа. Центральная фигура и зодиакальный круг обрамлены декоративными элементами византийского, мавританского и скифского происхождения.
«Зодиак» является одним из самых популярных произведений Мухи. Известно как минимум девять вариантов литографии, как с текстом, так и без него. Позже Альфонс Муха использовал мотив женщины с этого календаря как основу для своей скульптуры «Природа».